# Chabarovskij rajon
Il Chabarovskij rajon (in russo Хабаровский район?) è un municipal'nyj rajon del Kraj di Chabarovsk, nell'Estremo oriente russo.